# In the Shadows (Roniit)
In the Shadows è il primo EP della cantautrice statunitense Roniit, pubblicato il 20 novembre 2012. È stato reso disponibile per il download digitale e, in edizione limitata a 200 copie, come CD. L'EP ha richiesto nove mesi di lavoro e del brano Lost at Sea è stato girato un videoclip promozionale.

## Tracce
Testi e musiche di Roniit, eccetto dove indicato.
1. Only You – 4:09 (Roniit, Eric W. Brown)
2. Lost at Sea – 3:38
3. In the Shadows – 3:57
4. Into a Dream – 4:20
5. Sleepless – 3:16
6. I Never Knew – 4:50

## Formazione
- Roniit – voce, sintetizzatore, pianoforte, produzione
- Eric W. Brown - co-produzione (tracce 1, 2, 3, 4 e 5), missaggio (tracce 4 e 5)
- Jason Sewell - co-produzione (tracce 1 e 6), missaggio (tracce 1 e 6)
- Mikey Reeves - assolo di chitarra elettrica (traccia 1)
- Scott Uhl - assolo di chitarra elettrica (traccia 3)
- Chris Harris - armonica a bocca (traccia 4)
- Cat Ackermann - pianoforte (traccia 6)
- Layne Stein - missaggio (traccia 2)
- Chris Harris - missaggio (traccia 3)
- Arsenal Studios - mastering